# Stephen Silas
Stephen Silas (Boston, Massachusetts, 6 de agosto de 1973) es un entrenador de baloncesto estadounidense. Es hijo del que fuera jugador y entrenador Paul Silas.

## Trayectoria deportiva

### Universidad
Jugó cuatro temporadas con los Bears de la Universidad Brown, en las que promedió 7,8 puntos, 2,9 rebotes y 1,1 asistencas por partido. Tras graduarse, y antes de entrar en la NBA, fue director ejecutivo asistente de la Asociación Nacional de Jugadores de Baloncesto Retirados (NBRPA) en Providence, Rhode Island.

### Entrenador
En 1999 se unió al equipo técnico de los Charlotte Hornets como ojeador, donde al año siguiente pasaría a ser entrenador asistente, convirtiéndose en el más joven en alcanzar ese puesto en un equipo de la NBA, con solo 27 años.
Trabajó a las órdenes de su padre en los Hornets, y posteriormente en Cleveland Cavaliers. En 2006 se puso a las órdenes de Don Nelson como asistente de los Golden State Warriors, con el que estuvo cuatro temporadas.
Regresó a Charlotte en 2010, donde permanecería ocho temporadas. Entre el 4 de diciembre de 2017 y el 16 de enero de 2018 tuvo que ejercer como entrenador principal de los Hornets debido a la baja por enfermedad de Steve Clifford.
El 24 de mayo de 2018 fue contratado como primer asistente de Rick Carlisle en los Dallas Mavericks, puesto que ocupó durante dos temporadas.
El 30 de octubre de 2020 los Houston Rockets lo contratan como entrenador principal por primera vez en su carrera. Tras tres temporadas, el 10 de abril de 2023, los Rockets anuncian su destitución.
En junio de 2023 se une al cuerpo técnico de los Detroit Pistons como asistente.

## Estadísticas como entrenador
| Equipo  | Temp.   | P   | V  | D   | %V-D | Finalizó         | PP | VP | DP | %V-DP | Resultado   |
| ------- | ------- | --- | -- | --- | ---- | ---------------- | -- | -- | -- | ----- | ----------- |
| Houston | 2020-21 | 72  | 17 | 55  | .236 | 5.º en Southwest | —  | —  | —  | —     | No playoffs |
| Houston | 2021-22 | 82  | 20 | 62  | .244 | 5.º en Southwest | —  | —  | —  | —     | No playoffs |
| Houston | 2022-23 | 82  | 22 | 60  | .268 | 4.º en Southwest | —  | —  | —  | —     | No playoffs |
| Total   | Total   | 236 | 59 | 177 | .250 |                  | —  | —  | —  | —     |             |